# Wiktor Gniewosz (1879–1921)

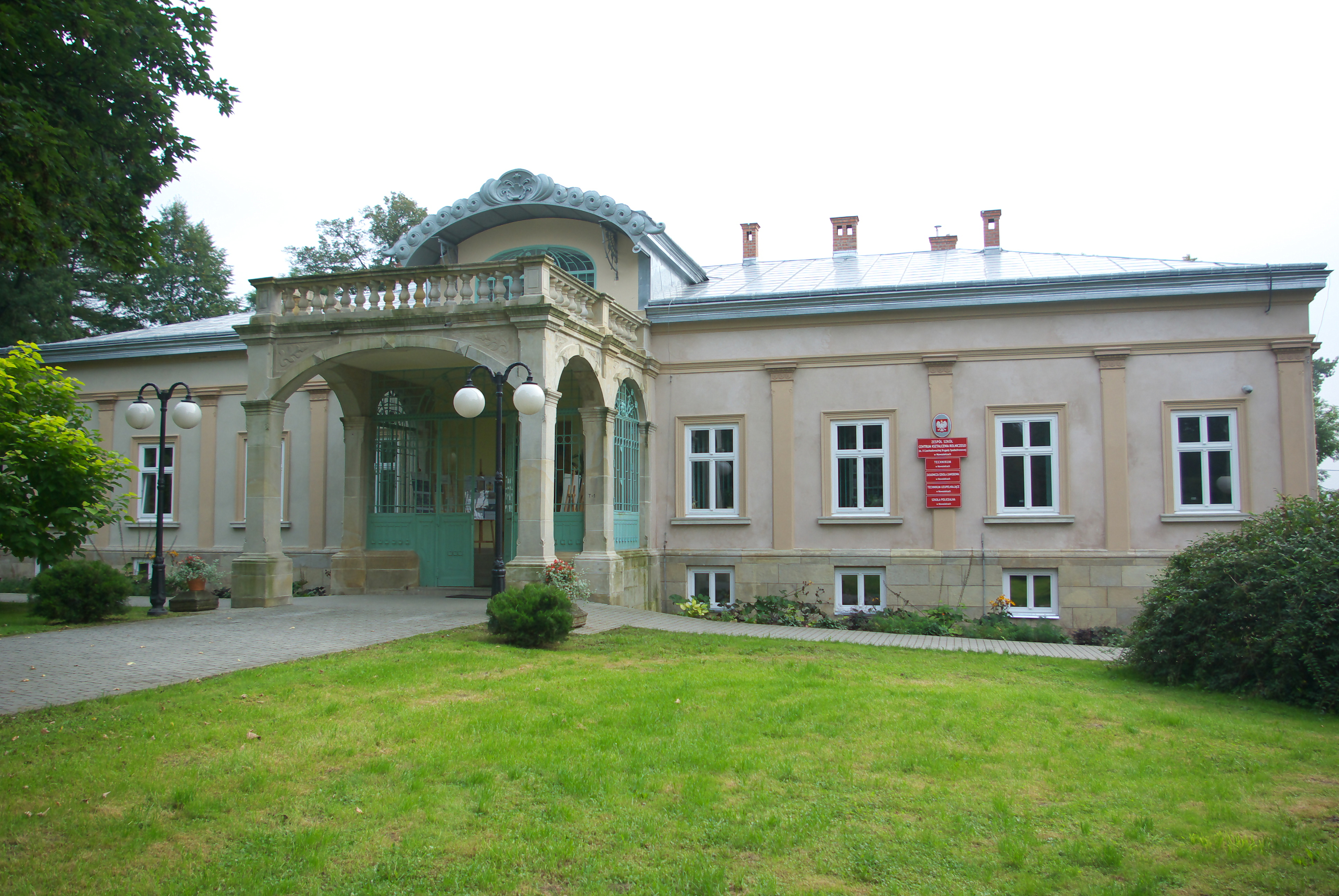
Dwór w Nowosielcach

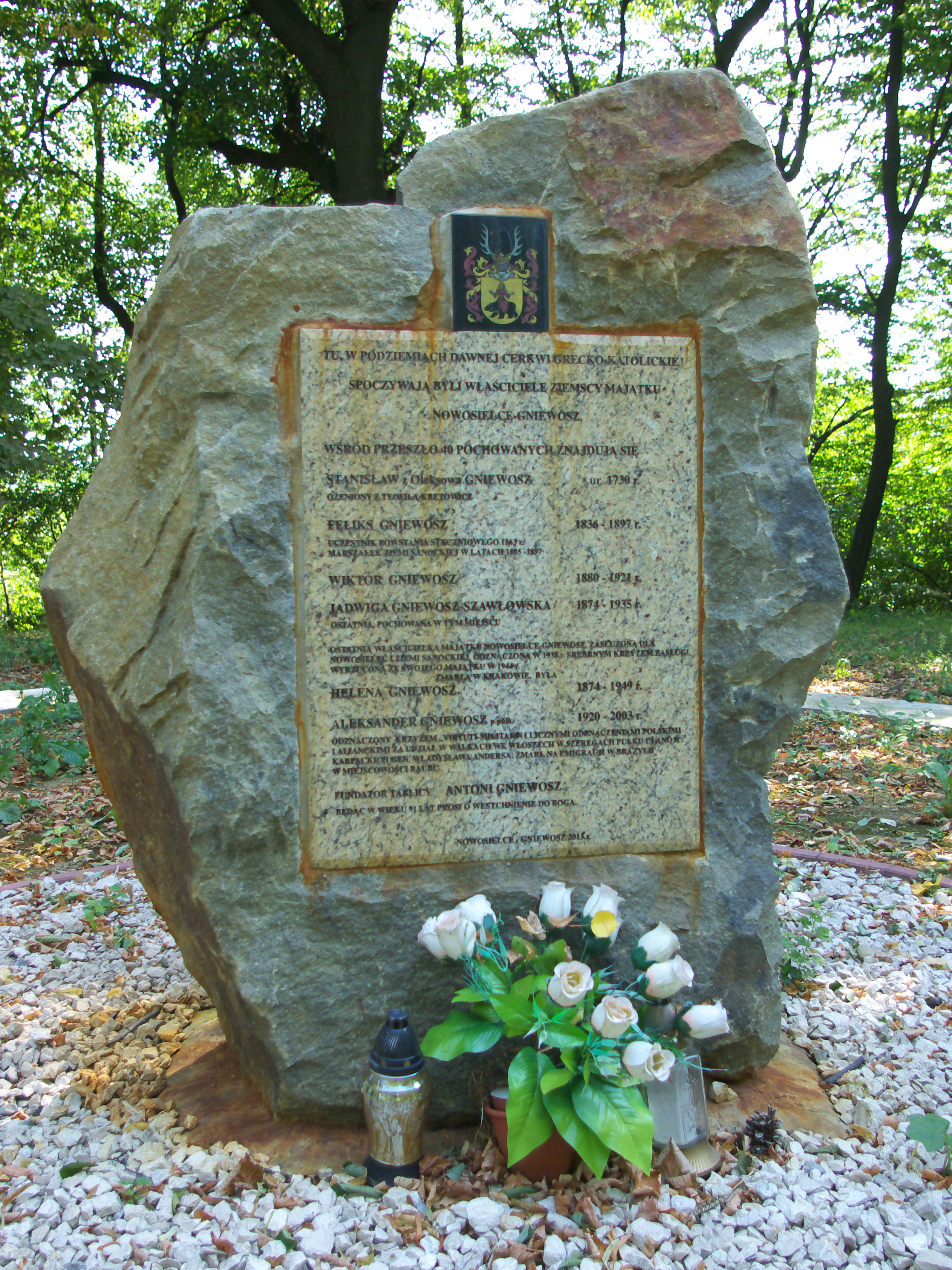
Kamień pamiątkowy w Nowosielcach

Wiktor Gniewosz herbu Rawicz (ur. 11 marca 1879 lub 1880, zm. 11 listopada 1921) – oficer c. i k. armii, właściciel dóbr.

## Życiorys
Wiktor Gniewosz urodził się 11 marca 1879 lub w 1880. Wywodziła się z rodu Gniewoszów herbu Rawicz, był wnukiem Wiktora (1792-1840, właściciel dóbr Nowosielce i tamtejszego dworu, Gniewosz, Tokarnia, Karlików) i Łucji (córka Sebastiana Ostaszewskiego), synem Feliksa (1836-1907, właściciel dóbr ziemskich, powstaniec styczniowy, polityk) i Izydory, a także bratankiem Edwarda (1822-1906, poseł na Sejm Krajowy i do Rady Państwa), Zygmunta (1827-1909, c. k. generał i szambelan cesarski), Władysława (1829-1901, c. k. pułkownik i szambelan cesarski). Miał siostrę Olgę (ur. 1880).
Został oficerem ułanów C. K. Armii w stopniu podporucznika w szeregach 12 Pułku Huzarów.
Na początku XX wieku odziedziczył rodzinne dobra Nowosielce (1901, w 1911 posiadał tam 352 ha), a także Tokarnia (427 ha), Wola Piotrowa (370,8 ha, w 1911 - 71 ha), Karlików (w 1911 posiadał 70 ha).
Brał udział w I wojnie światowej.
W 1920 przy drodze obok rodzinnego dworu ustanowił dwie kapliczki: Matki Bożej i św. Józefa.
Zmarł 11 listopada 1921. Został pochowany przy cerkwi greckokatolickiej w Nowosielcach.
Po jego śmierci spadkobierczynią dóbr Nowosielce została krewna Helena Gniewosz (1874-1949).
W 2013 w miejscu nieistniejącej cerkwi greckokatolickiej w Nowosielcach, przy której w grobowcu rodzinnym byli pochowani członkowie rodziny Gniewoszów, został ustanowiony kamień pamiątkowy upamiętniający te osoby. Uhonorowany inskrypcją na pomniku został także Aleksander Gniewosz. Fundatorem pomnika był jego brat, Antoni Gniewosz.